# ウェーバー・バー
ウェーバー・バー (英: Weber bar) とは、メリーランド大学の物理学者、ジョセフ・ウェーバーが発明・建造した共振型重力波検出装置である。直径 2 m および 1 m のアルミニウム円筒の重力波アンテナから成る。
1968年ごろ、ウェーバーは理論上の現象だった重力波の「有力な証拠」を得たと考えた。しかし、幾度もの追試にもかかわらず、その実験結果は再現できていない。
1968年、ウェーバーは太陽系の属する銀河系のほぼ中心から来る重力波を検出したとフィジカル・レビュー・レターズに発表した。81日間に2つの場所で約2ダースの一致する検出があったと報告した。彼は、いくつかの信号は非常に大きく、偶々一致する確率は、100年または1000年に1度あるかないかと試算した。このことを重力波の「よき証拠」と彼は述べている。次の年、7ヶ月間に311の一致する検出があり、さらに銀河の中心を指す方向に集中していると公表した。もしそうだとしたならば、重力波の源となりうるものは、核反応を起こしている星や重力凝縮を起こしつつある星の中の原子核の集団運動と考えられる。
それから40年余りたった2016年の2月、アメリカの研究チームが重力波を直接検出した、として発表した。過去にはジョゼフ・テイラーらによる「重力研究の新しい可能性を開いた新型連星パルサーの発見」がある。これは連星パルサーがお互いの公転周期が徐々に小さくなっていることの発見であり、これを重力波でエネルギーが放出され続けたと考えることでアインシュタインの一般相対性理論が予言する値と誤差の範囲内で一致することを見出したものである。当時はこれが重力波の存在を裏付ける有力な証拠とされ、テイラーは、1993年ラッセル・ハルスと共にノーベル物理学賞を受賞している。
ジョセフ・ウェーバーによるこれらの実験については非常に議論が多く、彼がこの装置により得た肯定的な証拠、特に1987年にSN1987Aからの重力波を検出したとする結果は広く不信の的となっている。彼の研究への批判は、彼のデータ解析とどのような強度の振動が見られれば重力波が通ったとみなすのかの基準が不完全であることに集中している。しかし、近年の解析によると彼の主張を再検討する必要が示唆されている。
ウェーバーの最初の「重力波アンテナ」はスミソニアン博物館の1979年から1980年の3月まで行なわれた「アインシュタイン生誕100周年展示」にて展示された。二基目はLIGO・ハンフォード観測所に展示されている。

## 仕組み
直径約90cm、長さ約1.5mのアルミニウム製の円柱は共振周波数 1660 Hz で振動し、ウェーバーの予言するところによると重力波によって運動するように設計されている。検出されるべき重力波はとても弱いと考えられるので、円筒の質量は大きく、円柱の中央部に据え置かれた圧電センサは極めて高感度にされており、シリンダー長がおよそ 10×10−16 m 変動しても検出できる。
ウェーバーは、地球の雷、地震その他のかく乱要因の影響を排除するため、同じ装置を2つ作り、これをワシントン郊外にあるメリーランド大学に、もう一つを約1000km離れたシカゴの近くにあるアルゴンヌ国立研究所に設置し、これらを電話線で繋いだ。その後も同様な研究を円板と円筒を組み合わせた「アンテナ」で続け、その大きさは、直径約1m、長さ約2mと言われている。また、圧電気の検出器をバー腰部に多数個取り付けている。重力波とされないノイズとして唯一問題となったのは、アルミニウム原子の不規則な熱運動であった。この熱運動は、円柱の長さに起因し、陽子直径よりも小さい、10-16mの単位の誤差を生ずるが、見込まれる重力波の信号はあまり大きくない。重力波が通過したという証拠に、ウェーバーはバックグランドノイズを示すある「閾値（しきいち）」を超える小さく短い揺らぎ（wiggles）をデータに捜した。しかし、彼はこの「しきい値」を矛盾なく、正確には定義しなかった。

## 関連文献
- Weber, Joseph (May 1972). “How I discovered Gravitational Waves”. Popular Science (Bonnier Corporation) 200 (5):  106-107 & 190-192. ISSN 0161-7370.
- Weber, J. (Jun 1968). “Gravitational-Wave-Detector Events”. Phys. Rev. Lett. (American Physical Society) 20 (23):  1307–1308. doi:10.1103/PhysRevLett.20.1307. - ウェーバーが初めて重力波を検出したと発表した論文。